# Белградське перемир'я (1918)

Лінії поділу за Белградським перемир'ям

Белградське перемир'я — мирний договір між угорським революційним урядом графа Міхая Карої і союзним командуванням на Балканах (французьким маршалом Луї Франше  д'Еспере), підписане у Белграді 13 листопада 1918 року. Вважалося, що договір дозволить урегулировати ставлення між новим керівництвом Угорщини і Антантою. У кінцевому результаті, у зв'язку з систематичними порушеннями домовленостей, у березні 1919 року відбулася відставка уряду Карої й була проголошена Угорська Радянська Республіка.
У умовах розпаду Австро-Угорської імперії — наприкінці вересня і на початку жовтня 1918 року — після успішного наступу союзників на Балканах, в Угорщині приступив до керівництва новий уряд. Цей новий кабінет, як очікувалося, повинен був зберегти територіальну цілісність бувшого Угорського королівства. Новий уряд оголосив країну незалежної від імперії, але союзники не визнали даний статус. Підписання перемир'я у Падуї на початку листопада між Імперією і Антантой не зупинило наступ союзних військ на територію Угорщини.
Угорський уряд направив делегацію, на чолі з прем'єр-міністром, щоб домовитися про нове перемир'я, а також, щоб використати підтримку Антанти проти сусідніх держав, котрі були налаштовані аннексувати частину територій Австро-Угорської імперії. 6 листопада, після отримання умов від союзників у Белграде, угорська делегація вернулась у Будапешт, щоби представити їх керівникам, а в цей час сербські й чехословацькі армійські частини продовжували свій рух вперед, по території країни. Нарешті, 13 листопада було підписане перемир'я, котре суттєво скорочувало розмір угорської армії, а також перекреслювало загальну військову повинність.
Не дивлячись на запевнення союзників, упродовж наступних декількох місяців сусідні країни, за підтримки деяких політиків, взяли під свій контроль декілька спірних територій і, тим самим, порушили умови перемир'я; урядовий протест і спроба примирення не увінчалися успіхом. Сусіди Угорщини хотіли взяти під контроль території — до початку мирних переговорів; Антанта не мала воєнних сил у регіоні, які б могли зупинити їх; а угорське рправління не могло забезпечити контроль на території імперії, яка розпалася. У підсумку, соціально-ліберальний уряд пішов у відставку і поступився місцем новим силам: передусім, комуністам, котрі проголосили Угорську Радянську Республіку.

## Події до підписання
У день підписання перемир'я у Падуї, сербський регент (майбутній король Югославії) Олександр І, заявив про намір своєї країни забрати регіон за Дунаєм, який називали Воєводина. Маршал Луї Франше д'Еспере прийняв цю заяву з активним наступом сербських військ і зважаючи на стан розпаду самої Австро-Угорщини. Невдовзі міністр оборони Угорщини почав вимагати від представника Німеччини у Будапешті негайної евакуації германских військ з території країни — це було викликане тем, що чехословацький уряд використав присутність іноземних військ на території Угорщини для того, щоб різко скоротити поставки вугілля у країну, стверджуючи, вугілля використовує для постачання германских військ.

## Умови угоди
Угода, підписана 13 листопада 1918, передбачала скорочення угорської армії до восьми дивізій (шести пехотних і двох кавалерійских), котрі повинні були використовувати для підтримання порядку у країні. Угорщина також повинна була дозволити Антанті окупувати ряд пунктів на своїй території, яку союзники вважали стратегічними для кампанії проти Германська імперія. Всього документ складався з вісімнадцятьох подібний пунктів.
Демаркаціональна лінія, передбачена угодою, не була установлена як майбутній кордон країни, так як рішення про кордон повинне було б бути прийняте на післявоєнній мирній конференції. «Евакуйовані території» залишалися частиною Угорщини і повинні були підпорядковуватися угорській адміністрації — евакуації підлягали тільки воєнні формування.

## Реакція
Не дивлячись на негативне ставлення до порушень перемир'я, правління Міхая Карої не змогло забезпечити скоординовану воєнну відсіч, атакуючим арміям сусідніх країн. У той же час, існувало переконання, що озброєний конфлікт з сусідами нашкодить позиції Угорщини на майбутній мирнії конференції і що навіть воєнна перемога невплине на результат переговорів. Окрім того, озброєні сили країни перебували у стані формування (або глибокої реформи), що робило неможливою боротьбу зразу на трьох фронтах.

## Наслідки
Активні територіальні уступки і передача території, заселеної переважно венграми, під контроль сусідів поступово знизили авторитет революційного уряду Карої — програма якого обіцяла збереження територіальної цілісності нової Угорщини (за старими австро-угорськими кордонам, за виключенням Хорватії). Зі своєї сторони, держави, які порушили умовии Белградського перемир'я і які окупували сусідні райони, змогли зберегти свої «завоювання» за результатам мирної конференції, яка відбулася у листопаді 1918 року.

## Літератра
- Macartney, C. A. Hungary and Her Successors: The Treaty of Trianon and Its Consequences, 1919—1937. — Simon Publications, 2001. — ISBN 9781931313865.
- Pastor, Peter. Hungary Between Wilson and Lenin. — East European Monograph, 1976. — 191 з. — ISBN 9780914710134.
- Krizman, Bogdan. The Belgrade Armistice of 13 November 1918 // The Slavonic and East European Review. — 1970. — Вып. 48. — № 110. — З. 67-87.